# Anedhella boisduvali
Anedhella boisduvali là một loài bướm đêm trong họ Noctuidae.